# Władysław Bes
Władysław Marian Bes (ur. 3 kwietnia 1914 w Maniowie, zm. ?) – podporucznik piechoty Wojska Polskiego.

## Życiorys
Władysław Bes urodził się 3 kwietnia 1914 w Maniowie. Był jednym z trojga dzieci Romana (ur. 1888, nauczyciel). Jego starszym bratem był Stanisław Bes (ur. 1912). 20 czerwca 1934 zdał egzamin dojrzałości w Państwowym Gimnazjum im. Królowej Zofii w Sanoku (w jego klasie byli m.in. Kazimierz Boczar, Stanisław Haduch, Andrzej Skubisz). Od 1934 do 1937 był słuchaczem Szkole Podchorążych Piechoty w Ostrowie Mazowieckiej. W Wojsku Polskim został awansowany do stopnia podporucznika piechoty ze starszeństwem z dniem 1 października 1937 i lokatą 177 w korpusie oficerów piechoty. Otrzymał przydział do 6 pułku Strzelców Podhalańskich, obejmując stanowisko dowódcy plutonu. Od 1938 do 1939 był dowódcą plutonu 5 kompanii w II batalionie pułku, stacjonującym w Drohobyczu.
Po wybuchu II wojny światowej 1939 w okresie kampanii wrześniowej był dowódcą 4 kompanii II batalionu macierzystego 6 pspodh., biorącego udział w walkach w składzie 22 Dywizji Piechoty Górskiej w ramach Armii „Kraków”. Podczas walk na szlaku bojowym pułku uczestniczył w zmaganiach pod Broniną k. Buska, pod Baranowem, w okolicach Zamościa. Po kapitulacji dostał się do niewoli niemieckiej i został osadzony w niemieckim obozie jenieckim Oflag II C Woldenberg (wraz z nim brat Stanisław). Bracia Besowie byli czynnymi aktywistami obozowej konspiracji. Obaj wraz z innymi jeńcami latem 1941 budowali podkop celem ucieczki z obozu oraz byli w grupie kilkudziesięciu jeńców, którzy w tajności zdobywali materiał drzewny.
U kresu wojny w lutym 1945 został oswobodzony z Woldenbergu wraz z innymi tam przetrzymywanymi. Po wojnie ukończył studia techniczne z tytułem inżyniera i został pracownikiem naukowym w Akademii Górniczo-Hutniczej w Krakowie.

## Publikacje
- Możliwość wybierania pokładu podebranego (1956, współautor)[11]
- Prawdopodobieństwo uszkodzenia podebranego pokładu węgla (1956, współautor)[11]

## Odznaczenia
- Krzyż Srebrny Orderu Virtuti Militari (13 kwietnia 1967 zatwierdzony przez Ministerstwo Obrony Narodowej, pierwotnie na wniosek o odznaczenie bojowe dla uczestników ucieczek z obozu II C, przedłożony przez Najstarszego Obozu II C Woldenberg, płk. Wacława Szalewicza, do zatwierdzenia gen. Juliuszowi Rómmlowi)[12]